# Vaiņode
Vaiņode är en kommunhuvudort i Lettland.   Den ligger i kommunen Vaiņodes novads, i den västra delen av landet, 150 km väster om huvudstaden Riga. Vaiņode ligger 158 meter över havet och antalet invånare är 1 944.
Terrängen runt Vaiņode är huvudsakligen platt. Vaiņode ligger uppe på en höjd. Runt Vaiņode är det ganska glesbefolkat, med 34 invånare per kvadratkilometer. Närmaste större samhälle är Priekule, 17,1 km väster om Vaiņode. Omgivningarna runt Vaiņode är en mosaik av jordbruksmark och naturlig växtlighet.